# Zhu Jun
Zhu Jun (en chino: 朱俊; Gaoyou, 2 de junio de 1984) es un deportista chino que compitió en esgrima, especialista en la modalidad de florete.
Ganó tres medallas en el Campeonato Mundial de Esgrima entre los años 2009 y 2011. Participó en dos Juegos Olímpicos de Verano, ocupando el cuarto lugar en Pekín 2008, en la prueba individual, y el séptimo en Londres 2012, en el torneo por equipos.

## Palmarés internacional
| Campeonato Mundial | Campeonato Mundial | Campeonato Mundial | Campeonato Mundial  |
| Año                | Lugar              | Medalla            | Prueba              |
| ------------------ | ------------------ | ------------------ | ------------------- |
| 2009               | Antalya (Turquía)  | Medalla de plata   | Florete individual  |
| 2010               | París (Francia)    | Medalla de oro     | Florete por equipos |
| 2011               | Catania (Italia)   | Medalla de oro     | Florete por equipos |